# کویکو (بازیکن فوتبال)
کویکو (انگلیسی: Quico؛ زادهٔ ۱۲ سپتامبر ۱۹۶۱) بازیکن فوتبال اهل اسپانیا است.
از باشگاه‌هایی که در آن بازی کرده‌است می‌توان به باشگاه فوتبال رکریتیوو اوئلوا و باشگاه فوتبال رئال بتیس اشاره کرد.